# 蜈蚣舞 (湛江)
蜈蚣舞是中国广东省的数种传统节日舞蹈的统称。其中湛江的烏石港的傳統蜈蚣舞又称烏石蜈蚣舞。

## 历史
传说古时乌石当地曾发生瘟疫，村民们决定一起驱赶瘟魔，就研发出这样的一种舞蹈。

## 形式
參與者身穿灰色衣服，帶著草帽，排成一列並用纜繩圍腰連成一線以裝扮成蜈蚣。隊伍由身穿黃衣的領隊在前頭拿著插滿香的杖帶隊起舞。